# Fred Kerley
Fred Kerley (ur. 7 maja 1995) – amerykański lekkoatleta, sprinter.
Złoty medalista młodzieżowych mistrzostw NACAC w sztafecie 4 × 100 metrów (2016). Rok później startował na mistrzostwach świata w Londynie, podczas których zdobył srebro w sztafecie 4 × 400 metrów, a indywidualnie zajął 7. miejsce na dystansie 400 metrów. W 2018 z kolegami sięgnął po srebro halowych mistrzostw świata w Birmingham na tym samym dystansie. W 2019 zdobył złoto (w sztafecie 4 × 400 metrów) oraz brąz (w biegu na 400 metrów) podczas mistrzostw świata w Dosze (2019). Podczas kolejnej edycji światowego czempionatu w Eugene sięgnął po złoty medal na dystansie 100 metrów. W 2023 w Budapeszcie zdobył złoty medal mistrzostw świata w biegu rozstawnym 4 × 100 metrów.
Stawał na najwyższym stopniu podium mistrzostw USA. Złoty medalista mistrzostw NCAA.

## Igrzyska olimpijskie
| Miejsce | Dzień      | Rok  | Miejscowość | Konkurencja        | Czas biegu | Strata   | Zwycięzca      |
| ------- | ---------- | ---- | ----------- | ------------------ | ---------- | -------- | -------------- |
| srebro  | 1 sierpnia | 2021 | Tokio       | bieg na 100 m      | 9,84 s     | + 0,04 s | Marcell Jacobs |
| 9.      | 5 sierpnia | 2021 | Tokio       | sztafeta 4 × 100 m | 38,10 s    | –        | Włochy         |
| brąz    | 4 sierpnia | 2024 | Paryż       | bieg na 100 m      | 9,81 s     | + 0,02 s | Noah Lyles     |

## Mistrzostwa świata
| Miejsce | Dzień          | Rok  | Miejscowość | Konkurencja        | Czas biegu  | Strata   | Zwycięzca         |
| ------- | -------------- | ---- | ----------- | ------------------ | ----------- | -------- | ----------------- |
| 7.      | 8 sierpnia     | 2017 | Londyn      | bieg na 400 m      | 45,23 s     | + 1,25 s | Wayde van Niekerk |
| srebro  | 13 sierpnia    | 2017 | Londyn      | sztafeta 4 × 400 m | 2:58,61 min | + 0,49 s | Trynidad i Tobago |
| brąz    | 4 października | 2019 | Doha        | bieg na 400 m      | 44,17 s     | + 0,69 s | Steven Gardiner   |
| złoto   | 6 października | 2019 | Doha        | sztafeta 4 × 400 m | 2:56,69 min | –        | –                 |
| złoto   | 16 lipca       | 2022 | Eugene      | bieg na 100 m      | 9,86 s      | –        | –                 |
| 9.      | 20 sierpnia    | 2023 | Budapeszt   | bieg na 100 m      | 10,02 s     | –        | Noah Lyles        |
| złoto   | 26 sierpnia    | 2023 | Budapeszt   | sztafeta 4 × 100 m | 37,38 s     | –        | –                 |

## Rekordy życiowe
- Bieg na 100 metrów – 9,76 (2022)
- Bieg na 200 metrów – 19,76 (2021) / 19,75w (2022)
- Bieg na 400 metrów (stadion) – 43,64 (2019) 8. wynik w historii światowej lekkoatletyki
- Bieg na 400 metrów (hala) – 44,85 (2017)